# Köping (administrativ enhet)
En köping har i Sverige, Finland och Estland varit en ort med speciella rättigheter, men som till skillnad från städer inte har haft stadsrättigheter. Köpingarna avskaffades i Sverige genom kommunreformen 1971, och i Finland 1977. I Estland förekommer begreppet än idag för orter med stadsliknande bebyggelse som inte har status som städer. Termen har haft olika innebörd i olika perioder.

## Etymologi
Det första ledet, köp-, motsvarar köpa och det senare ledet, -ing, motsvarar antingen fornnordiskans -angr, havsvik, medelnedertyskans anger, fornhögtyskans angar, gräsbevuxen mark, äng eller isländskans vangr, öppen plats, fornsvenskans vanger, se ordet vång. En annan uppfattning är att ordet kan vara ett verbalsubstantiv till 'köpa', bildat på västgermanskt område och därifrån inlånat i de nordiska språken.
I fornsvenskan köpunger, i sen fornsvenska även köping. I forndanska køping, i danska købing, isländska kaupangr, norska kaupang. Det finska ordet för stad, kaupunki, är ett förfinskat lånord från svenskans köping.

## Vikingatid, medeltid
De äldsta handelsplatserna i Norden kallades ursprungligen för birkar och styrdes av egna lagar bjärköarätter. 
Ordet köping för dessa handelsplatser är en gammal nordisk beteckning som återfinns i ett antal ortnamn i Norden.
Några kända är Nidaros och Kaupang i Norge, Lödöse vid Göta älv i Västergötland, Köping (dagens Köpingsvik) på Öland och Björkö i Mälaren.

## Köpingar som inte var kommuner, 1580–

### Lydköping
År 1620 introducerades en form för handelsplatser som fungerade som ”stadsfilial” vilka kom att kallas för lydköpingar. Lydköpingarna fick ett eget juridiskt ramverk och var speciellt vanliga längs Smålands kust. De bidrog till att permanenta en stadslik bebyggelse när städers borgare där tilläts driva handel året runt till skillnad från bara under marknadstidpunkter och hantverkare fick bosätta sig så länge de tillhörde en stads skrå.
År 1620 fick Kalmar stad rätt att upprätta lydköpingar vid Borgholm, Ölands södra mot, Brömsebro, Linneryd och Mönsterås. Under Kalmar inrättades även Döderhultsvik (1646), Pataholm, Påskallavik (1689) och Bergkvara (1683). Bergkvara kom sedermera att delas mellan Kalmar och Karlskrona och Figeholm delades mellan Kalmar och Västervik. I dessa lydköpingar hade endast borgarna i Kalmar rätt att idka köpenskap och hantverkarna skulle tillhöra skrån i Kalmar. Samma år (1620) inrättades lydköpingar i Bjurvik, Gamleby, Locknevi och Ed (alla under Västerviks stad), Hellestad (under Norrköpings stad), Ullasjö, Fållinge, Horn, Moheda och Värnamo (under Jönköpings stad). 
År 1647 fick både Söderköpings stad och Västerviks stad rätt att hålla lydköping i Valdemarsvik, men på skilda platser och tider. Mellan 1723 och 1727 hade även Norrköpings stad köpingsrätt i Valdemarsvik. En annan delad lydköping var Strömmen (Strömstad), som från 1667 i något eller några år delades under Göteborgs stad, Marstrands stad och Uddevalla stad, innan handelsplatsen vid norska gränsen fick stadsprivilegier. År 1686 inrättades Ronneby och Kristianopels lydköpingar under Karlskrona stad. Några av dessa äldre lydköpingar hölls bara öppna under vissa tider på året och kan då alltså beskrivas som en sorts marknadsställen med särskilda juridiska regler.
Efter att friköpingsformen etablerades (se nedan) så ombildades ett antal lydköpingar till sådana (Värnamo 1859, Gamleby och Valdemarsvik) men flera av lydköpingarna upphörde antingen genom att de återgick till att vara enklare samhällen eller genom att de blev städer. Borgholm blev stad 1816 och Döderhultsvik ombildades 1856 till stad under namnet Oskarshamn. Vid tiden för kommunindelningsreformen 1862 var sju av de 19 köpingarna lydköpingar: Bergkvara, Figeholm, Kristianopel, Mönsterås, Pataholm, Påskallavik och Ronneby, varav två (Ronneby och Mönsterås) omvandlades till köpingskommuner.

### Friköping
Under kung Gustav III:s regering skapades en ny typ av köping, som inte sorterade under någon stad och vars invånare inte lydde under handelsreglementen eller skråordningar. Dessa köpingar kallades för friköpingar. Tammerfors (1775, stad från 1779) och Malmköping (1784) blev de första. År 1811 tillkom Arvika och Töcksmark och år 1820 Motala och Mörbylånga. År 1828 fick Ljungby rätt att bilda köping. Ett antal lydköpingar ombildades också till sådana (Värnamo 1859, Gamleby och Valdemarsvik).
Från 1825 utfärdade Kunglig Majestät reglementen för en del köpingar. För Arvika förordnades 1843 om en municipalstyrelse, vald med census av borgarna för ledning av ordningsärenden. Vid tiden för kommunindelningsreformen 1862 var 12 av de 19 köpingarna friköpingar, varav fem (Arvika, Lysekil, Malmköping, Motala och Örnsköldsvik) omvandlades till köpingskommuner.

### Municipalköping
I och med 1862 års kommunalförordningar inrättades Sveriges kommuner. Tolv av de tidigare köpingarna bildade dock då inte köpingskommuner och 3 februari 1865 tillkom en trettonde köping, Nybro köping, som bildades enligt den äldre ordningen och alltså inte som en köpingskommun.
De köpingar som kvarstod som aktiva handelsplatser och inte ombildats kom från 1930-talet att betecknas som municipalköpingar, då för särskilja dem från municipalsamhällen och de köpingar som utgjorde egna kommuner (köpingskommuner). Det äldsta kända belägget för ordet är från 1933. Termen betecknas dock som mindre bruklig och i exempelvis Statistisk årsbok kallades dessa orter köpingar ej utgörande egen kommun. 
De orter som på detta sätt officiellt fick beteckningen municipalköping var
- Gamleby municipalköping i Gamleby landskommun, fanns parallellt med Gamleby municipalsamhälle, och upplöstes 1956

- Pataholms municipalköping i Ålems landskommun upplöstes 1954
- Påskallaviks municipalköping i Döderhults landskommun, upplöstes 1956

För övriga tio gällde
- Bergkvara i Söderåkra landskommun, dess köpingsstatus upphörde på slutet av 1800-talet och den blev 1921 en del av Bergkvara municipalsamhälle.
- Båstad i Båstads landskommun blev Båstads köpings municipalsamhälle 1900
- Figeholm i Misterhults landskommun blev Figeholms köping 1878.
- Kristianopel i Kristianopels landskommun blev 1924 Kristianopels municipalsamhälle som 1952 upplöstes när landskommunen uppgick i Jämjö landskommun
- Ljungby i Ljungby landskommun blev Ljungby municipalsamhälle 1921 och Ljungby stad 1936
- Mörbylånga i Mörbylånga landskommun blev Mörbylånga köping 1871.
- Nybro i Madesjö landskommun blev Nybro köping 25 april 1879.
- Trelleborg i Trelleborgs landskommun blev Trelleborgs stad 1867
- Valdemarsvik i Ringarums landskommun blev Valdemarsviks köping 1914
- Värnamo i Värnamo landskommun blev Värnamo köping 1871

Dessa tio listas också ibland retroaktivt som municipalköpingar, även om de inte betecknades så under tiden de fanns.

## Köpingar som kommuner i Sverige, 1863–1970
I och med 1862 års kommunalförordningar inrättades Sveriges kommuner, för köpingar som köpingskommuner.  När det gäller de då tjugo lyd- och friköpingarna inrättades endast fem friköpingar och två lydköpingar som egen kommun (Arvika, Lysekil, Malmköping, Motala och Örnsköldsvik respektive Mönsterås och Ronneby).
Köpingarna lydde under förordningen om ”kommunalstyrelse på landet” och saknade alltid egen jurisdiktion. När de så kallade stadsstadgorna infördes tillämpades Brandstadgan och Byggnadstadgan samt senare även 1907 års Stadsplanelag obligatoriskt i alla köpingar. Köpingar kan således sägas ha intagit en mellanställning mellan städer och landskommuner.
Vad gällde näringsfriheten så kom den nya utvidgade näringsfriheten 1864 att innebära att all skillnad mellan köpingarna och landsbygden upphörde. Från 1900 tilläts dock köpingarna att i likhet med städerna få anlägga boktryckerier.
De ursprungliga sju köpingskommunerna kom under resten av 1800-talet och 1900-talets första del att utökas med 121 stycken. Som mest hade Sverige under några år omkring 1960 96 köpingar samtidigt. Ofta bröts tätorter ut ur de landskommuner de tillhörde för att bilda köpingar, som ibland senare blev städer. I de senare fallen av köpingsnybildningar (den sista så sent som 1959) var det oftast så att ett municipalsamhälle upplöstes och hela kommunen ombildades till en köping.

## Efter 1971 i Sverige
Vid kommunreformen 1971 infördes enhetlig kommuntyp, varvid alla tidigare landskommuner, köpingar och städer ersattes av kommuner. I samband med reformen minskades också det totala antalet kommuner från cirka 1 000 år 1965 till 277 år 1977. Då hade 71 av Sveriges kommuner en tidigare köping som centralort. I och med Gnestas frigörelse från Nyköping 1992 har 72 av 290 kommuner det.
Till skillnad från stad är det ovanligt att köping i dag används i dagligt tal. Ett undantag är Ljusdal, där ordet alltjämt används om tätorten.

## Köpingar som kommuner i Finland, 1858–1976
Förhållandena i Finland var likartade de i Sverige. Den första köpingen var Ikalis, som bildades 1858 som en osjälvständig köping under Ikalis landskommun. Den första självständiga köpingskommunen var Salo, som blev en sådan då den avskildes från Uskela 1887.

## Efter 1977 i Finland
Köpingen som kommuntyp avskaffades i Finland år 1977 och alla kvarvarande köpingar blev städer (kommunen fick själv välja, men ingen valde att bli landskommun). Även i Finland tillämpas sedan 1995 enhetlig kommuntyp. Dock kan en kommun som så önskar, enligt eget omdöme, kalla sig stad. Någon liknande möjlighet att kalla sig köping finns däremot inte.

## Köpingar i Estland
I Estland har köpingar funnits sedan 1500-talet. Det finns idag 12 orter i Estland som har status som köping (estniska: alev). Många av dessa har tidigare utgjort en egen kommun (köpingskommun, estniska: alevvald) men sedan kommunreformen 2017 utgör samtliga köpingar en del av en annan kommun.
Mindre tätbebyggda orter som inte har invånartal och/eller servicegrad för att räknas som köpingar kan istället ha den lägre statusen som småköping (estniska: alevik).

## Övrigt
Köping kan även användas som översättning av utländska begrepp.

### Tyskland
På tyska kallas en köping ibland för ein Flecken, särskilt i Nordtyskland. En mindre stad kan också kallas Minderstadt. Små handelsplatser omnämns ofta som Marktflecken eller Marktrecht. På samma vis som det svenska ordet "köping" betecknade de tyska uttrycken tidigare en tätort med vissa funktioner som handelsplats, men utan stadsrättigheter. 
Idag förekommer fortfarande begreppet Marktgemeinde som officiell beteckning på kommuner med historisk status som köpingar i Bayern, Hessen, Österrike och Sydtyrolen, men begreppet har ingen förvaltningsrättslig betydelse. Köpingskommuner har, på samma sätt som stadskommuner, samma rättigheter och skyldigheter i egenskap av juridisk person som en vanlig kommun, men en köping har rätt att använda Markt officiellt som del av kommunnamnet, på samma sätt som städer får kalla sig Stadt.

### Kina
Det kinesiska begreppet zhen (kinesiska: 镇?, pinyin: zhèn) översätts ofta som "köping", men även till småstad eller marknadsstad. Det är en administrativ enhet på den fjärde och lägsta nivån i den kinesiska administrativa hierarkin. Den befinner sig på samma administrativa nivå som den kinesiska socknen (kinesiska: 乡?, pinyin: xiāng) med den skillnaden att köpingen har en högre grad av urbanisering än en socken och köpingen är ofta centralort i ett härad. 1995 fanns det 17 532 köpingar (totalt 47 034 orter på sockennivå).